# Linje 18
Linje 18 er en buslinje i København, der kører mellem Emdrup Torv og Valby St. Linjen er en del af Movias busnet og er udliciteret til Keolis Danmark, der driver linjen fra sit garageanlæg på Jernholmen på Avedøre Holme. Linjen betjener blandt andet Emdrup, Nørrebro, Frederiksberg og Valby. I 2023 havde linjen 4,0 mio. passagerer.
Linje 18 blev oprettet mellem Emdrup Torv og Lergravsparken St. hhv. Ørestad St. 13. oktober 2019 som en del af Nyt Bynet, hvor den erstattede dele af linje 4A, 8A og 42. Linje 8A havde ved oprettelsen erstattet den daværende linje 18. 20. oktober 2024 blev der oprettet en ny linje 8A, der overtog strækningen mellem Valby st. og Lergravsparken st. hhv. Ørestad st. Linje 18 kører til gengæld fortsat mellem Emdrup Torv og Valby st.

## Fakta
- Stoppesteder
  - Emdrup Torv - Skovstjernevej - Banebrinken - Emdrup Søpark - Emdrup St. - Gribskovvej, Bispebjerg Hospital - Strødamvej - Haraldsgade - Aldersrogade - Universitetsparken - Tagensvej - Stevnsgade - Nørrebros Runddel St. - Jægersborggade - Nuuk Plads St. - Ågade - Rolighedsvej - Helgesvej - Frederiksberg St. - Frederiksberg Rådhus - Frederiksberg Runddel - De Små Haver - Kammasvej - Bjerregårdsvej - Gl. Jernbanevej - Valby Langgade - Valby St., broen - Valby St., Lyshøjgårdsvej[1]

- Linjevarianter
  - Emdrup Torv - Valby St.[1]

- Vigtige knudepunkter
  - Emdrup Torv, Emdrup St., Nørrebros Runddel St., Nuuk Plads St., Frederiksberg St., Frederiksberg Rådhus, Valby St.